# 中本盛也
中本 盛也（なかもと もりや、1956年1月23日 - ）は日本の射撃選手。オリンピックゴールドメダリストのラニー・バッシャムの日本講習をきっかけに射撃競技を本格的に研鑽。一流射手の研究と選手によるアドバイスで理論を確立。平成19年より川上盛也と名字が変更。

## 略歴
- 射撃歴：昭和53年～
- 競技歴
  - エアーライフル（立射、3姿勢）
  - スモールボアスタンダード種目(３姿勢)
  - スモールボアフリー種目(伏射、３姿勢)
  - エアーピストル
  - センターファイアライフル（伏射、3姿勢）

## 主な記録
- 昭和56年7月8日 スモールボア3姿勢120発　2段
- 平成1年5月10日 スモールボア3姿勢60発　3段
- 平成26年度 フリーラージボアライフル300M 東京都大口径選手権大会 伏射60発 553 点 7位
- 平成元年フリーラージボアライフル100M十傑証 第5回全国LBRクラブ対抗戦  伏射60発 577点 10位
- 平成元年フリーラージボアライフル300M十傑証 第15回全日本大口径選手権大会 伏射60発 572点 ６位

- 昭和61年7月20日 全日本ライフル射撃競技会　スモールボア伏射40発 2位　394点
- 昭和62年8月23日 渋谷区射撃大会　フリースモールボア3姿勢60発 1位　570点
- 昭和63年フリーラージボアライフル100M十傑証 第4回全国LBRクラブ対抗戦 伏射60発 590点 6位
- 昭和63年9月18日 東京都秋季ライフル射撃競技　フリースモールボア伏射60発 2位　591点

## 著書
- 『ザ キング オブ スポーツ -ターゲットライフル射撃の理論と技術』 近代文芸社、1996年、ISBN 978-4773350876

| スタブアイコン | サブスタブ | この項目は、まだ閲覧者の調べものの参照としては役立たない、スポーツ関係者に関連した書きかけの項目です。この項目を加筆・訂正などしてくださる協力者を求めています（P:スポーツ/PJ:スポーツ人物伝）。 |